# NHKニュースおはよう日本・関東甲信越
『NHKニュースおはよう日本・関東甲信越』（エヌエチケイニュースおはようにっぽん・かんとうこうしんえつ）は、NHKの関東・甲信越の各放送局で放送されている『NHKニュースおはよう日本』の地域情報番組。日本国外向けNHKワールド・プレミアムでも視聴できる。
NHK公式サイトやNHK年鑑には「おはよう日本・首都圏」と、NHKホームページ番組表と電子番組ガイド（EPG）では「NHKニュース おはよう日本（関東甲信越）」と、それぞれ表記されている。2014年度からは平日7時45分、土曜日7時30分に画面右下に「NHKニュースおはよう日本 関東・甲信越」の表示をするようになった。

## 放送時間
| 平日            | 6:55 - 7:00・7:45 - 8:00  |
| 土曜日          | 6:55 - 7:00・7:30 - 8:00※ |
| 日曜日          | 7:40 - 7:45※              |
| 祝日（月 - 土） | 7:25 - 7:30※・7:57 - 8:00 |

- ※印はNHKワールド・プレミアムのノンスクランブル放送で視聴可能な時間帯となっている。なお、2012年ロンドンオリンピック期間中における時差放送では平日7:45 - 8:00枠（実際の放送は7:50 - 8:00）の放送分もノンスクランブル放送を実施。
- 日曜・祝日の放送が拡大となる場合、最後の5分が首都圏向けとなる。
- 5時台の関東・甲信越向け気象情報は5:56 - 5:59、6時台の関東・甲信越向けは6:28 - 6:30（土曜日は6:28 - 6:30・6:55 - 7:00）で放送。
- おはよう日本が短縮となる場合の平日・土曜日は5時台の気象情報（5:55 - 5:59）[注釈 1]と、6:55 - 7:00[注釈 2]の放送がある。年末年始前後の休止時は7:15 - 7:20に関東・甲信越のニュース・気象情報を放送する。
- 2021年7月12日から9月4日の平日と土曜日は、東京オリンピック・パラリンピックに伴い7:50 - 8:00の放送となった（大会期間中、放送時間内に競技中継を放送する場合は休止）[2]。2022年2月5日 - 19日の平日と土曜日も北京冬季オリンピックに伴い同様の措置を取った。

2006年度までは、タイトルはつかないものの、全国パート最後のヘッドライン終了後、同じバック映像のまま、関東・甲信越の天気→ローカルニュースへ移行していた。2007年度は、タイトルはつかないものの、全国パート最後のヘッドライン終了後、関東・甲信越のニュースを伝えていた。2008年度・2009年度は、7:44頃に全国の気象情報を伝えた後、7:45からNHKアナウンサーの島津有理子と気象予報士の檜山靖洋が関東地方の天気を伝え、その後、関東・甲信越のニュースを伝えるスタイルだった。2009年度まで土曜日は、8:13までの放送だった。
NHK新潟放送局（新潟県）・NHK長野放送局（長野県）・NHK甲府放送局（山梨県）では平日は6:55 - 7:00・7:55 - 8:00に、それぞれの放送局で県内ニュースを放送。2016年度までNHK新潟放送局・NHK長野放送局・NHK甲府放送局では土曜日は6:55 - 7:00・7:55 - 8:00に、日曜日は7:40 - 7:45に、NHK水戸放送局（茨城県）では2014年度まで平日6:55 - 7:00と7:56 - 8:00、2015年度から2018年度までは平日7:55 - 8:00に、それぞれの放送局で県内ニュースを放送していた。また、NHK長野放送局は過去に数年間、土曜日の7:30 - 8:13にかけて『おはよう信州』のタイトルで独自の地域情報番組を放送していたことから、NHK首都圏放送センターからの『おはよう日本・首都圏』については全編未ネットであった。その後2022年4月9日から土曜日の7:30 - 8:00にかけて『どどどど! 信州イチオシ』のタイトルで独自の地域情報番組を放送することになり、再び『おはよう日本・関東甲信越』が未ネットとなる。なお、2012年4月に県域のテレビ放送を開始したNHK宇都宮放送局（栃木県）・NHK前橋放送局（群馬県）では当該時間帯における県内ニュースは放送していない。2019年度にはNHK水戸放送局（茨城県）もこの時間の県域放送を取りやめたため、関東地区はすべての時間帯がNHK首都圏放送センターからのネット受けとなっている。
関東地方で政見放送が組まれた場合には、NHKプラスではふたかぶせ映像に差し替え、NHKワールド・プレミアムでは、全国放送の時間帯では裏送り送出で通常放送されるが、ローカル枠の時間帯では別番組に差し替えられる。
NHKワールドTVは英語放送拡充に伴い、2007年9月29日放送分を最後に土曜日の放送分打ち切りに続き、2008年3月30日をもってNHKワールドTVでの『おはよう日本』の同時放送そのものがすべて打ち切りとなったため、NHKワールドTVでの首都圏ローカルニュースの放送もすべて姿を消した。
モバイル放送モバHO!のモバイル.nでは、本番組を含む関東ローカルニュース番組全てが放送されていたが、2008年9月のチャンネル終了に伴い放送終了した。2020年3月1日からサービスを開始したネット常時同時配信のNHKプラスでも南関東エリア向けを対象とした放送を全国に配信するため、本番組を含む関東向けローカルニュース番組が配信されている。

## 出演者
- 以下は東京スタジオ担当キャスター。甲府・長野・新潟のキャスターは、アナウンサーまたは契約キャスターが持ち回りで担当する。
- なお、知事選挙や市長選挙などの経歴・政見放送が行われる場合は、別のアナウンサーが担当する場合がある[注釈 6]。

### 月曜日 - 金曜日（祝日を除く）
月曜 - 木曜
- 中山果奈
- 高井正智

金曜
- 井上二郎
- 赤木野々花

### 土・日・祝日
- 井上二郎
- 赤木野々花
- 上村陽子（くらしり・土曜日のみ）

### 気象情報

#### 平日
- 檜山靖洋気象予報士・防災士（2018年4月2日より、5:56、6:28、6:56と7:55を担当。）[注釈 7]

#### 土・日・祝日
- 南利幸気象予報士・防災士（2007年4月より、早朝の全時間帯担当）

#### その他
- 佐藤公俊気象予報士（南が不在時もしくは移動スケジュールの関係等で出演しない日曜・祝日、並びに檜山が不在時担当）

#### 過去の担当

##### 平日
- 1993年4月 - 1996年3月 ： 折坂章子
- 1996年4月 - 1999年3月 ： 平井信行
- 1999年4月 - 2007年3月 ： 田代大輔（5:56・6:55の気象情報のみ、7:42の気象情報は2004年3月まで担当）
- 2004年4月 - 2007年3月 ： 橋詰尚子（7:42の気象情報のみ）
- 2007年4月 - 2011年3月 ： 加藤祐子
- 2007年4月 - 2008年3月 ： 佐藤公俊（5:56の気象情報のみ）
- 2011年4月 - 2011年9月 ： 渕岡友美（6:56の気象情報のみ）
- 2011年10月 - 2014年3月 ： 弓木春奈（5:56・7:56を担当。2012年3月までは6:56も担当）
- 2015年3月30日 - 2018年3月30日 ： 平井信行（5:56・6:56・7:56を担当）

##### 土・日
- 1993年4月 - 2000年3月 ： 渡辺博栄
- 2000年4月 - 2007年3月 ： 村山貢司

## 中継リポーター
不定期で『ひるまえ ほっと』内11:25頃の関東地方ローカルニュース、12:15の関東地方、15:07の関東・甲信越ローカルニュース、首都圏ネットワークニュースリーダーも担当。

### 現在
- 不定

### 過去
- 藤崎弘士
- 阿部悌
- 小松宏司
- 阪本篤志
- 中尾晃一郎
- 山田康弘
- 宮本愛子
- 三橋大樹
- 上岡亮
- 久保田祐佳
- 斉藤孝信
- 有田雅明
- 古賀一
- 関口泰雅
- 村竹勝司
- 杉岡英樹
- 森花子
- 長野亮
- 宮島大輔
- 牛田茉友
- 比留木剛史
- 岡隆一
- 原大策
- 塩屋紀克
- 廣田直敬
- 高鍬亮

### 土曜

#### 現在
各放送局のアナウンサーが担当。
場合によって首都圏センターのアナウンサーが担当することもある。

#### 過去
- 入田直子 - 2014年3月の降板まで18年間担当。6時台でも全国放送向けの中継を担当していた。

## 鉄道と道路の情報

### 鉄道の情報
JR東日本の関東地区（山梨県を含む）・信越地区（土曜日のみ）の在来線とJR東日本管内の各新幹線の最新の運行状況（当日や翌日予定の工事による運休情報も兼ねる）については、JR東日本の東京総合指令室と映像回線を結び、同室担当の社員が直接読み上げている（2013年度から平日は品川駅、土曜日は東京駅の駅に向けたお天気カメラの映像にのせて）。日曜・祝日は放送時間が短いため放送されていない。
JR東日本以外の他社鉄道（JR東海が管轄する東海道新幹線、並びに私鉄・地下鉄）各線の運行状況については、JR東日本の運行状況を伝えた後にスタジオにいるキャスターがそのまま伝えている。平日7時55分のみJR東日本を含めた首都圏の全ての鉄道の運行状況をスタジオにいるキャスターが伝える。

### 道路の情報
鉄道の運行状況を伝えた後、日本道路交通情報センター九段センター（千代田会館内）と映像回線を結び、道路状況を伝えている。内容は、関東・甲信越・静岡の高速道路情報および首都高速、そして東京23区内周辺。なお、日曜は放送されていない。

## タイムテーブル（2020年度）
気象情報と鉄道情報のところに※印があるものは、アナウンサーが伝える。

### 平日
| 5時台        | 5時台          | 5時台                                             |
| ------------ | -------------- | ------------------------------------------------- |
| 関東・甲信越 | 5:56           | 気象情報、東京の日の出・日の入時刻の表示          |
| 6時台前半    |                |                                                   |
| 関東・甲信越 | 6:28           | 気象情報                                          |
| 6時台後半    |                |                                                   |
| 関東         | 6:55           | 鉄道・道路情報                                    |
| 関東         | 6:56           | 気象情報                                          |
| 甲府         | 6:55           | 外の様子、ニュース                                |
| 甲府         | 6:58           | きょうの動き、気象情報※                           |
| 長野         | 6:55           |                                                   |
| 新潟         | 6:55           | ニュース、交通・気象情報※                         |
| 7時台        |                |                                                   |
| 関東・甲信越 |                |                                                   |
| 7:45         | ニュース       |                                                   |
| 7:48         | リポート・中継 |                                                   |
| 7:53         | ニュース       |                                                   |
| 7:54         | 各地の今の様子 |                                                   |
| 関東         | 7:55           | 鉄道情報※（フェリー欠航の際はその旨を読み上げる） |
| 関東         | 7:56           | 気象情報・7:59:45 - エンディング                  |
| 甲府         | 7:55           |                                                   |
| 長野         | 7:55           |                                                   |
| 新潟         | 7:55           | ニュース、交通・気象情報※                         |

### 土曜日
| 関東・甲信越     | 6時台前半 | 6時台前半                           |
| ---------------- | --------- | ----------------------------------- |
| 関東・甲信越     | 6:28      | 気象情報                            |
| 関東・甲信越     | 6時台後半 |                                     |
| 関東・甲信越     | 6:55      | 鉄道・道路情報                      |
| 関東・甲信越     | 6:56      | 気象情報                            |
| 関東・甲府・新潟 | 7時台     | 7時台                               |
| 関東・甲府・新潟 | 7:30      | 今日の天気・ニュース                |
| 関東・甲府・新潟 | 7:35      | 中継                                |
| 関東・甲府・新潟 | 7:40      | 土曜すてき旅／特集リポート（月1回） |
| 関東・甲府・新潟 | 7:50      | くらしり／特集リポート（月1回）     |
| 関東・甲府・新潟 | 7:55      | 鉄道・道路情報                      |
| 関東・甲府・新潟 | 7:56      | 気象情報                            |
| 関東・甲府・新潟 | 7:58      | エンディング                        |

### 日曜日
| 関東・甲信越 | 7:40 | ニュース               |
| 関東・甲信越 | 7:43 | 気象情報・エンディング |

### 祝日
| 関東・甲信越 | 7:25 | ニュース  |
| 関東・甲信越 | 7:27 | 気象情報※ |

## 備考
- 2010年3月29日以降、本番組から『連続テレビ小説』へ直結する編成となった。これに伴い、エンディングで時折キャスター陣が朝ドラの内容に触れるようになった[5]。そして、2017年4月から平日版（後述）の番組エンドでキャスター陣が定期的に朝ドラの宣伝を行うようになる[6][7][8][9][注釈 12]（関東ローカルのみ、土曜・祝日は原則として実施しない[注釈 13]）。
  - 最初の朝ドラ送りは高瀬ではなく、2013年9月2日に当時キャスターであった阿部渉が2013年度上半期『あまちゃん』第133回放送前に発した「このあとドキドキします」である[11]。この回は、東日本大震災が発生した2011年3月11日を描いている。
  - 高瀬時代初期では締めの挨拶として高瀬が「さあ、○○（朝ドラ題名）の、そして新しい一日の始まりです」と述べたこともあった。その後、高瀬が「この後は○○（朝ドラ題名）です」と語り始め、朝ドラの宣伝を行う形式が主流となっていた。首都圏で鉄道ダイヤが乱れている場合や悪天候時は、その情報を繰り返し伝え、「では失礼します」と言って番組が終了する[12]。
  - 朝ドラ送りをする頻度は2017年度上半期『ひよっこ』時に比べ同年度下半期『わろてんか』時は少なかった[13]。特に『ひよっこ』の際は高瀬はヒロイン役の有村架純のファンを公言しており、最終回前の同年9月29日に有村が『あさイチ』（後述）に生出演した時には朝ドラ送りでラブコールを送った上に、本来自身の担当でない9時の『NHKニュース』を担当した上で最後にさらにラブコールを送った[14]。
  - 和久田麻由子はあまり朝ドラに興味を示すことはなかった一方、和久田の休暇時に代理出演した石橋亜紗が積極的に朝ドラに関するコメントを述べたこともある[15]。また、高瀬の休暇時には代理メインキャスターや他出演者が朝ドラ送りを行う場合もある。
  - 朝ドラ送りを続けている理由について、高瀬は「視聴者の皆さんと朝ドラ談義をしているようなつもりなんです。『じゃあ、このあと（視聴者と）一緒に朝ドラ見ますか』という親近感で」と語っている[10]。檜山によると、実際に番組終了後にキャスター陣がスタジオ内のモニターで朝ドラの冒頭部分を少し視聴することがあるという[16]。高瀬は本番組担当時、朝ドラを夕方に自宅で観ることが多かったと話している[17]。なお、降板後の2022年4月7日に『ニュースLIVE! ゆう5時』で高瀬は「5年前に朝ドラ送りを始めた頃、まだ『朝ドラ』って言っちゃいけなかったんですよ。『連続テレビ小説』であって、『朝の連続テレビ小説』でもなければ、『朝ドラ』でもない。でもすっかり定着しましたね」と語っている[18]。
  - 2021年度上半期『おかえりモネ』（気象予報士を目指すヒロインを描く物語）放送時では、作品の内容や展開について高瀬が檜山に尋ねることも多々見受けられた。
  - 朝ドラの出演者も朝ドラ送りを視聴することがあるという[19]。
  - 本番組が8時終了となった2010年3月29日に放送を開始し、朝ドラの後座番組となっている『あさイチ』では、朝ドラを観たキャスター陣やゲストが朝ドラの感想を述べる「朝ドラ受け」が行われている。なお、『あさイチ』のキャスター陣は本番組の朝ドラ送りも視聴することがあり、これに触れたこともある[20]。逆に本番組のキャスター陣は『あさイチ』の朝ドラ受けも視聴しており、朝ドラ送りの中で朝ドラ受けの内容に触れたこともある[21]。
  - NHKの他地区の7:45のローカルニュース枠のエンディングでもキャスターが朝ドラ送りを行うようにもなっている。
  - 本番組は首都圏ローカル放送のため、本番組およびこの朝ドラ送りを視聴できるのは首都圏のみであったが、2020年3月2日以降はネット配信のNHKプラスを通じて全国で視聴可能になる。一方2019年9月26日、同年度上半期『なつぞら』の朝ドラ送りの模様をスタッフが番組公式Twitterで「今回は特別に!」という触れ込みでアップ[22]し、視聴者・閲覧者・朝ドラファンから「毎回とは言いませんのでちょこちょことお願いします!」「いつも見られないので嬉しい」などの声があり、これを受ける形で同年度下半期『スカーレット』初回（9月30日）から同Twitterで本格的に朝ドラ送りの投稿が開始された。これに「初めて見ました」「朝ドラ送り配信ありがとうございます」「地方は見られないのでうれしいです」「毎回頼みます」など感謝の声が上がっている[23][24][25]。
  - 朝ドラは『スカーレット』まで長らく月曜日 - 土曜日で放送されたが、2020年度上半期『エール』から平日のみとなる[26][27][28]。
  - 2021年8月6日放送分では、後座番組が朝ドラ（『おかえりモネ』）ではなく広島平和記念式典生中継だったにもかかわらず、高瀬が朝ドラ送りを行い、同年8月10日放送分のエンディングで高瀬が謝罪した[29]。
  - キャスター交代を行った2022年度からも朝ドラ送りは継続されていたが、2024年度以降は朝ドラ送りの回数が減少傾向にある[30]。
  - 一方で2024年9月17日から同月下旬までエンディングで『あさイチ』のスタジオに繋ぎ本番組のキャスター陣と『あさイチ』のMC陣およびゲストでクロストークを行い、『あさイチ』出演者が『あさイチ』の告知のほか、同年上半期『虎に翼』への朝ドラ送りを行った[31][32]。
  - 2025年度の4月の数回は、高井正智（月曜 - 木曜）、赤木野々花（金曜）が檜山と朝ドラ送りを行っていたが、5月以降は廃止となった。
- なお、平日のメインキャスターが阿部渉だった時代は阿部が「それでは皆さん今日も一日、お元気で!」と溌剌とした挨拶をして締めていた。ただし、重大なニュース・自然災害がある場合は「『おはよう日本』、今朝はこれで失礼します」と言って番組を終えていた。なお、阿部の最終出演日となった2017年3月31日の放送では、エンディングで和久田が「阿部アナウンサーは今日が『おはよう日本』最後の出演となります」と言ったのに続いて、阿部が「9年間、皆さん本当にありがとうございました。それでは皆さん、これからもずーっと、ずーっと、お元気で!」と視聴者に別れの挨拶を行って番組が終了した。
- 2020年4月13日から2020年7月3日まで10時-10時30分で本番組および他地区のローカルパートについて、新型コロナウイルス関連ニュースの再放送を実施していた。
- 2024年4月以降、土曜日の「土曜すてき旅」については、コーナー名のカットなど一部再編集した上で、翌週水曜の『列島ニュース』内の「列島ぶらり旅」コーナーで全国放送されている。